# Gary Forbes
Gary Orlando Forbes Regis (Colón, 25 de febrero de 1985) es un jugador de baloncesto panameño. Con 2,01 metros de estatura, juega en la posición de alero.

## Trayectoria deportiva

### Universidad
Jugó dos temporadas en los Cavaliers de la Universidad de Virginia, en las que promedió 8,5 puntos y 4,0 rebotes por partido, tras las que fue transferido a los Minutemen de la Universidad de Massachusetts Amherst, donde disputó otras dos temporadas, en las que promedió 16,3 puntos, 6,7 rebotes y 2,3 asistencias por encuentro. En su última temporada fue elegido Jugador del Año de la Atlantic 10 Conference, así como incluido en el mejor quinteto de la conferencia y del NIT. Se convirtió en el segundo jugador de la historia de la universidad en conseguir más de 1000 puntos en sus dos únicas temporadas, tras Julius Erving. También es, detrás del Dr. J, el segundo máximo anotador en una temporada, con 698, por 727 de Erving.

### Profesional
Tras no ser elegido en el 2008, sí lo fue el draft de la NBA D-League, donde los Sioux Falls Skyforce lo escogieron en cuarta posición. Allí jugó media temporada, y la otra mitad en los Tulsa 66ers, promediando en total 17,4 puntos y 5,3 rebotes por partido.
Tras un breve paso por la liga filipina y por la liga venezolana, fichó por el Guerino Vanoli Basket italiano, donde jugó 14 partidos en los que promedió 12,8 puntos y 4,4 rebotes, acabando la temporada en el Ironi Ramat Gan israelí.
En 2010 volvió a Estados Unidos para fichar por los Denver Nuggets, donde jugó una temporada, en la que promedió 5,2 puntos y 1,8 rebotes por partido. Al año siguiente fichó por los Toronto Raptors, donde en su única temporada promedió 6,6 puntos y 2,1 rebotes.
En julio de 2012 fue traspasado a Houston Rockets junto con una primera ronda del draft a cambio de Kyle Lowry, pero finalmente no entró en el equipo. En diciembre fichó por el Zhejiang Lions de la liga china, reemplazando a Al Thornton.
En septiembre de 2013, firma por Brooklyn Nets, pero fue cortado el 17 de octubre antes del inicio de la temporada.
El 1 de noviembre de 2013, es adquirido por los Springfield Armor. Siendo cortado el 3 de enero de 2014 tras lesionarse.
El 21 de diciembre de 2015, firma por el Atenienses de Manatí de la Baloncesto Superior Nacional de Puerto Rico. El 28 de marzo de 2016, deja Atenienses y es adquirido por los Grand Rapids Drive de la G League.
El 1 de noviembre de  2016, se une a los Long Island Nets de la NBA Development League. Siendo cortado el 17 de enero de 2017 tras 20 encuentros. El 19 de febrero firmaría por Boca Juniors de la Liga Nacional de Básquet.
En septiembre de 2017, firma por los Faros Larissas de la Greek Basket League. Luego, el 24 de febrero de 2018, se une a los Al-Ittihad Jeddah de la Saudi Premier League.
En principios de 2020, con 34 años, se une brevemente a los Saigon Heat de la Liga de Baloncesto de la ASEAN de Vietnam.

## Selección nacional
Forbes jugó con la selección de Panamá tres ediciones del Campeonato FIBA América: 2007, 2011 y 2017.

## Estadísticas de su carrera en la NBA

### Temporada regular
| Año     | Equipo  | PJ  | PT | MPP  | %TC  | %3P  | %TL  | RPP | APP | ROB | TPP | PPP |
| ------- | ------- | --- | -- | ---- | ---- | ---- | ---- | --- | --- | --- | --- | --- |
| 2010-11 | Denver  | 63  | 11 | 12.6 | .454 | .328 | .678 | 1.8 | .8  | .4  | .1  | 5.2 |
| 2011-12 | Toronto | 48  | 2  | 14.9 | .413 | .349 | .725 | 2.1 | 1.1 | .5  | .1  | 6.6 |
| Total   | Total   | 111 | 13 | 13.5 | .434 | .340 | .702 | 2.0 | .9  | .4  | .1  | 5.8 |

### Playoffs
| Año   | Equipo | PJ | PT | MPP | %TC  | %3P | %TL | RPP | APP | ROB | TPP | PPP |
| ----- | ------ | -- | -- | --- | ---- | --- | --- | --- | --- | --- | --- | --- |
| 2011  | Denver | 1  | 0  | 2.0 | .000 | –   | –   | 1.0 | .0  | .0  | .0  | .0  |
| Total | Total  | 1  | 0  | 2.0 | .000 | –   | –   | 1.0 | .0  | .0  | .0  | .0  |